# ئی‌ام‌دی اس‌دی۹
ئی‌ام‌دی اس‌دی۹ (انگلیسی: EMD SD9) یک لوکوموتیو دیزلی ساخت شرکت جنرال موتورز الکترو-موتیو دیویژن بوده است.
این لوکوموتیو که مابین سال‌های ۱۹۵۴ تا ۱۹۵۹ تولید می‌شده دارای ۱۶ سیلندر و ۱۷۵۰ اسب بخار قدرت بوده است.